# Habibatou Drammeh
Habibatou Drammeh ist eine gambische Ökonomin. Seit November 2024 ist sie Bildungsministerin Gambias.

## Werdegang
Drammeh studierte Management an der Universität von Gambia und schloss den Studiengang 2007 mit dem Bachelor ab. Sie hat 2014 an der Chengchi-Nationaluniversität in Taipeh einen International Master of Business Administration erworben und an der Universität von Gambia einen PhD in Public Administration.
Sie arbeitete bei der Arab Gambia Islamic Bank (AGIB) und war danach bei der Universität von Gambia beschäftigt. Dort war sie u. a. Koordinatorin des MBA-Studiengangs und Dozentin für Wirtschaft, Management und Finanzen. Zuletzt war sie Direktorin für studentische Angelegenheiten und Alumni und Leiterin der Abteilung für Planung und Qualitätssicherung.
Am 18. November 2024 ernannte Präsident Adama Barrow sie als Nachfolgerin von Haddy Jatou Sey zur Ministerin für den primären und sekundären Bildungsbereich.